# 维罗纳的瓜里诺

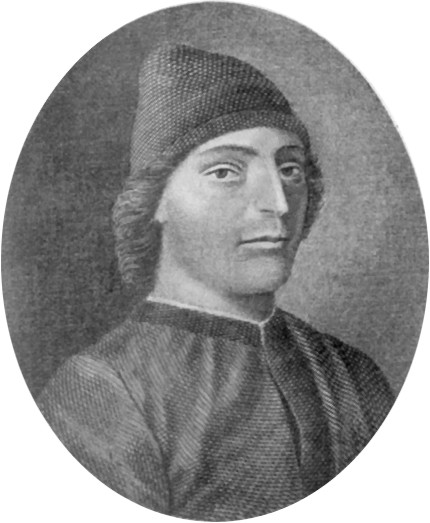
维罗纳的瓜里诺

维罗纳的瓜里诺（Guarino da Verona，又作 Guarino Guarini，1370年於维罗纳—1460年12月14日於費拉拉）義大利文藝復興時期人文主義者。文藝復興早期希臘古典文學研究之先驅。
瓜里諾曾於帕多瓦的 Giovanni di Conversino da Ravenn 門下學習拉丁語。後前往君士坦丁堡師從赫里索洛拉斯，學習希臘文學五年。1408年，他携带50卷希腊文献回到意大利。他先後在佛羅倫斯、威尼斯、維羅納、費拉拉等地講授希臘文。自1436年起，他在 Leonello d'Este 侯爵的贊助下開始在費拉拉講學，侯爵同時也是他的學生。他的教学方法吸引了意大利和欧洲很多学生前来求学，其中有費爾特雷的維多里諾，日后成为著名学者。在費拉拉和佛羅倫斯召開的東西方教會之間會議中瓜里諾曾擔任翻譯。
瓜里諾翻譯了大量希臘和拉丁文獻，主要有普魯塔克的《希臘羅馬名人傳》以及斯特拉波的全部著作。亦有赫里索洛拉斯氏希臘文法概論，及馬爾提阿利斯、佩尔西乌斯（Persius）、尤維納利斯的作品評註等傳世。